# Bettws Cedewain
Pour les articles homonymes, voir Bettws.
Bettws Cedewain ou Betws Cedewain est un village et une communauté du Powys, au pays de Galles.

## Géographie
Bettws Cedewain est situé dans le nord-est du Powys, dans le comté historique du Montgomeryshire, à 5 km au nord de la ville de Newtown.

## Démographie
Au recensement de 2011, la communauté de Bettws Cedewain comptait 445 habitants.